# Idrodinamica quantistica
L'idrodinamica quantistica è la disciplina fisica che si occupa dello studio della superfluidità sotto l'aspetto della dinamica.
L'elio liquido, altri superfluidi e superconduttori a bassa temperatura, lo studio della struttura interna delle stelle di neutroni, e il plasma quark-gluoni sono alcune delle applicazioni note.
La teoria fisica si basa solitamente sull'equazione di Schrödinger in forma idrodinamica, e coinvolge l'interpretazione di Bohm.
Tra i più famosi scienziati che si occuparono di idrodinamica quantistica, si annoverano Feynman, Landau e Pëtr Kapica.

## Scoperte recenti
Fisici del MIT, hanno recentemente creato a Cambridge una nuova forma di materia: un gas superfluido di atomi. Per questo esperimento hanno usato l'isotopo litio-6 raffreddandolo fino a 50 miliardesimi di kelvin.